# Tauširanje
Tauširanje je tehnika umjetničke obrade metala u kojoj se kontrastno obojen metal umeće u udubljenja u osnovnom metalu. Kao osnovni se metal najčešće koristi čelik, bronca ili cinkova slitina, a umetci su najčešće od srebra, zlata ili mjedi. Osim umetanja, metal se može na drugi metal i zalemiti mekim ili tvrdim lemom ili se osnovni metal može odgovarajućim alatima pripremiti kako bi na sebe prihvatio tanki lim ili foliju od drugog metala (najčešće srebra ili zlata).

## Povijest
Prvi, najraniji primjeri tehnike potječu iz brončanog doba, ističe se Nebeski disk iz Nebre (oko 1600. prije Krista) i sunčeva kola iz Trundholma (oko 1400. prije Krista). Kasnije se ovo umijeće proširilo i Azijom, a u Europi se opet javlja u merovinško doba, posebice u 7. stoljeću kod Alemana, Franaka i Tiringijaca.
Prije svega tehnika se još uvijek prakticira u Indiji pod nazivom koftgari (zlato i srebro na crno patiniranom čeliku) i bidri (zlato i srebro na crno patiniranoj cinkovoj slitini), zatim u Meksiku, ali i islamskim zemljama (Iran,Tunis,Sirija).Varijanta sa zlatnom i srebrnom folijom na crno patiniranom čeliku koristi se u Toledu u Španjolskoj i u Japanu.

## Vanjske poveznice
- Beyars Kunstlexikon  Arhivirana inačica izvorne stranice od 2. siječnja 2014. (Wayback Machine)
- Mikenski primjeri tauširanja  Arhivirana inačica izvorne stranice od 4. ožujka 2016. (Wayback Machine)
- Tauširanje u zlatu na ploči iz Nebre  Arhivirana inačica izvorne stranice od 27. rujna 2007. (Wayback Machine)